# Водолазный колокол

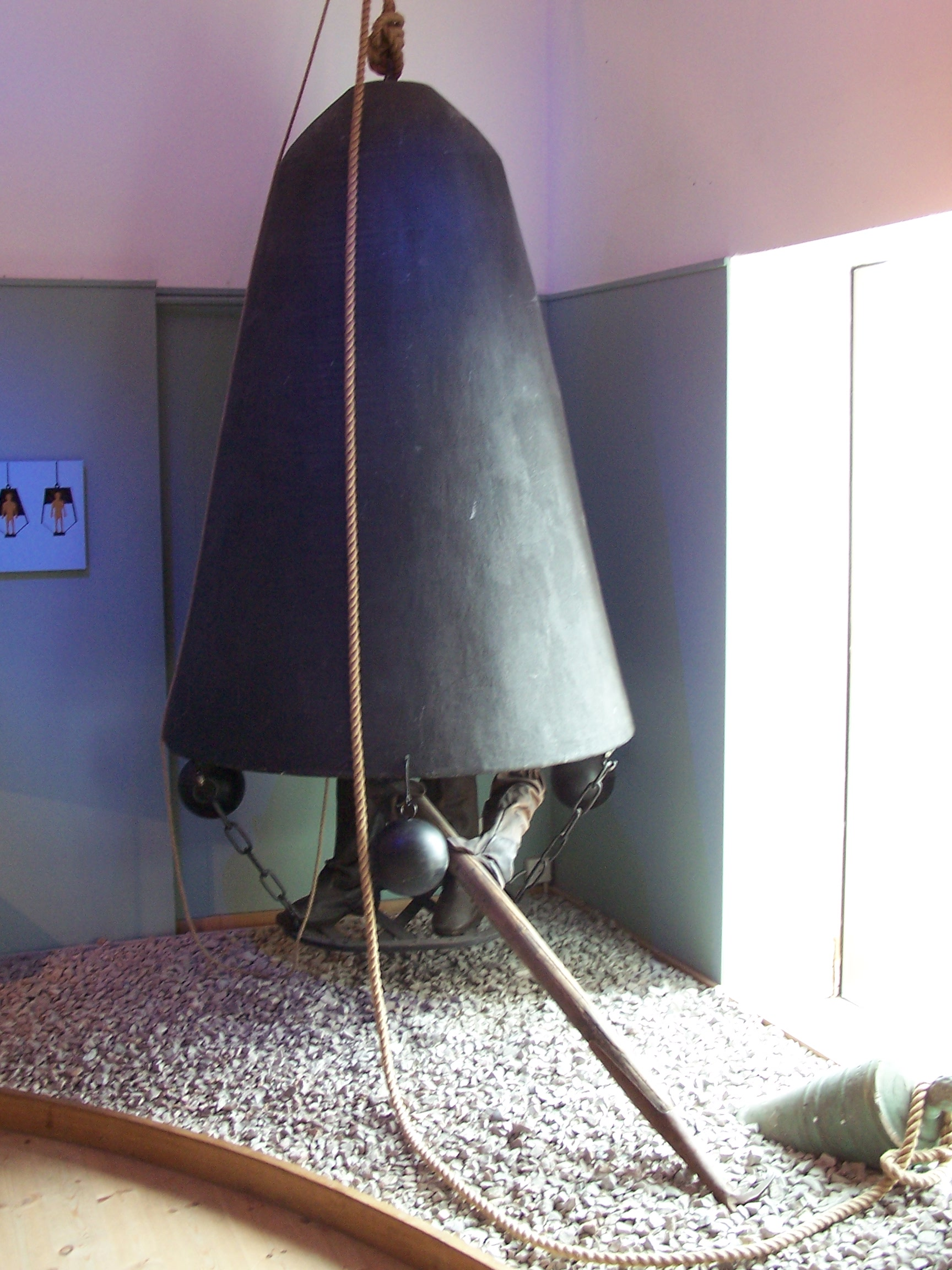
Водолазный колокол

Водолазный колокол или Водолазный купол — в настоящее время это средство транспортировки водолазов в водолазном снаряжении на глубину к объекту работ и обратно, с последующим их переводом в декомпрессионную камеру. Кессон — видоизмененный водолазный колокол.
Исторически представлял собой примитивный инструмент для спусков человека под воду и был выполнен в виде короба или опрокинутой бочки. Колокол с находящимся внутри водолазом опускали под воду и находящийся внутри воздух имел давление, равное давлению окружающей его воды. Внутреннее воздушное пространство колокола позволяло водолазу некоторое время дышать и совершать активные действия — выходить, либо выплывать наружу для осмотра и ремонта подводной части судов, либо для поиска затонувших сокровищ. Выполнив работу, водолаз возвращался в колокол и устройство при помощи крана или лебёдки поднимали на поверхность моря (водоёма). В XIX веке ряд изобретателей (Зибе, Гаузен) усовершенствовали конструкцию водолазного колокола, создав конструкции, которые по праву считаются примитивными водолазными скафандрами.
Первое исторически достоверное упоминание о применении водолазного колокола относится к 1531 году, когда Гульельмо ди Лорена на озере вблизи города Рим на глубине 22 метров пытался найти сокровища с затонувших галер. В середине XVII века шведские водолазы под руководством Альбректа фон Трейлебена при помощи водолазного колокола сумели поднять на поверхность свыше 50 пушек с затонувшего корабля Ваза. Также известно описание успешного применения водолазного колокола в XIX веке для подъёма золотых слитков и монет с затонувшего британского фрегата «Тетис».